# Deutsche Cadre-47/2-Meisterschaft 1970/71

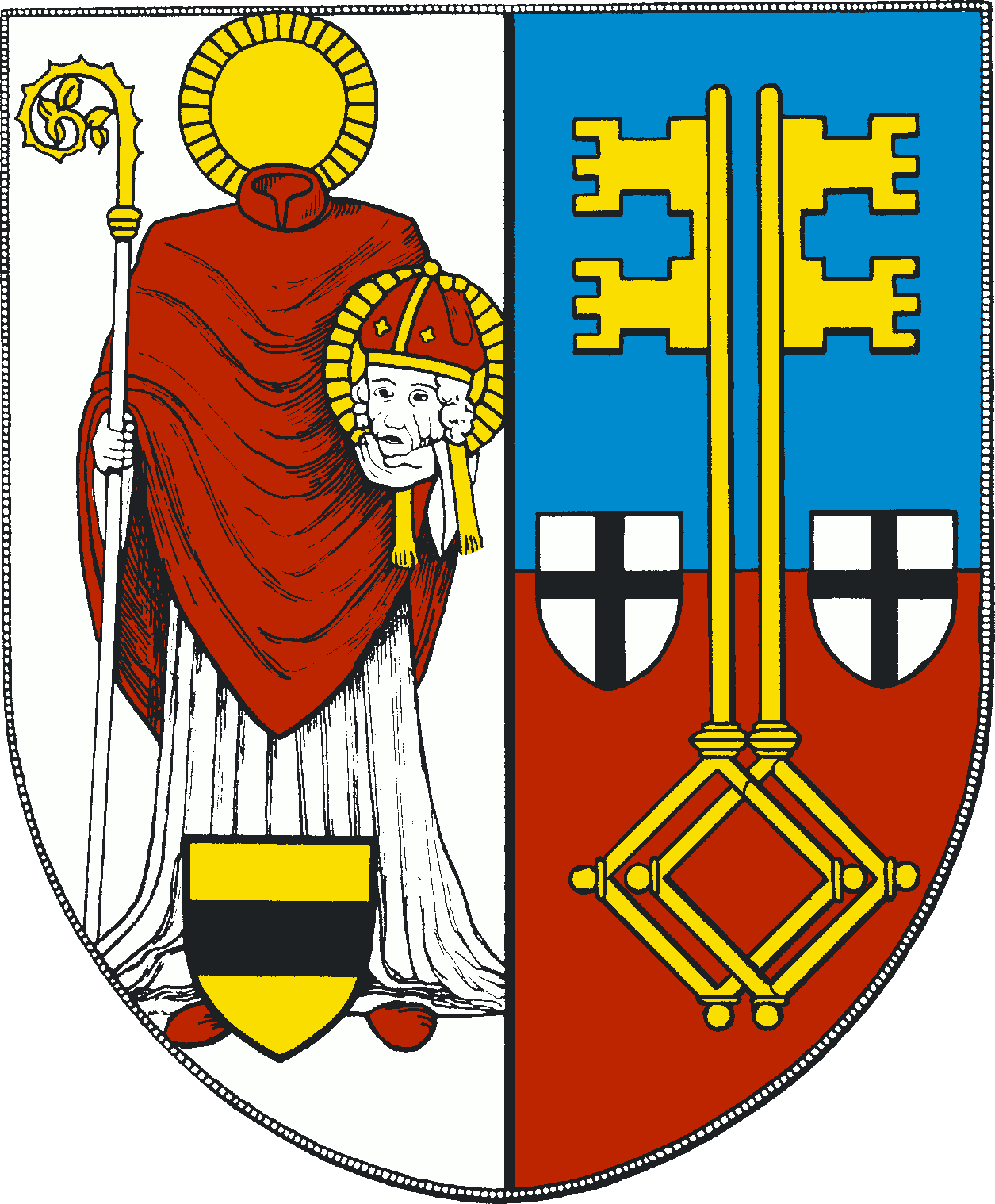
Veranstaltungsort: Krefeld

Die Deutsche Cadre-47/2-Meisterschaft 1970/71 ist eine Billard-Turnierserie und fand vom 14. bis zum 17. Januar 1971 in Krefeld zum 44. Mal statt.

## Geschichte
Zum letzten Mal nahm der Düsseldorfer Siegfried Spielmann an einer Deutschen Meisterschaft im Cadre 47/2 teil. Er gewann dann in Krefeld seinen zehnten deutschen Titel in dieser Cadre-Disziplin. Der Sieg stand aber lange nicht fest. Vor der letzten Spielrunde waren Spielmann und Matthias Metzemacher mit 9 Matchpunkten und Peter Sporer mit 8 Matchpunkten an der Tabellenspitze. Nachdem Sporer sein Match gegen Metzemacher sicher mit 400:263 in 13 Aufnahmen gewonnen hatte, lief am Nebentisch noch das Match Spielmann gegen Klaus Hose. Nachdem Spielmann in der dritten Aufnahme mit einer 220er-Serie klar in Führung gegangen war, stand es in der 7. Aufnahme 325:18 für ihn. Hose spielte dann aber eine hochkonzentrierte Serie von 283 Punkten und verkürzte auf 301:325. In der zehnten Aufnahme beendete Spielmann das Match. Hose hatte aber noch den Nachstoß. Wenn er die noch nötigen 95 Punkte geschafft hätte wäre Sporer erstmals Deutscher Meister geworden. Hose hatte die Bälle auch schnell in einer perfekten Position und wirkte sehr sicher. Dann machte er aber nach 57 Punkten einen vermeidbaren Fehler. Damit gewann Spielmann bei seiner letzten Meisterschaft, nachdem er 1949 erstmals gewonnen hatte, den 10. Titel im Cadre 47/2 und stellte mit einer Höchstserie von 393 Punkten noch einmal einen neuen deutschen Rekord auf.

## Turniermodus
Das ganze Turnier wurde im Round-Robin-System bis 400 Punkte mit Nachstoß gespielt. Bei MP-Gleichstand wurde in folgender Reihenfolge gewertet:
1. MP = Matchpunkte
2. GD = Generaldurchschnitt
3. HS = Höchstserie

## Abschlusstabelle
| MP    | Match Points (Sieger = 2; Unentschieden = 1; Verlierer = 0) |
| Pkte. | Erzielte Karambolagen                                       |
| Aufn. | Benötigte Versuche                                          |
| GD    | Generaldurchschnitt                                         |
| BED   | Bester Einzeldurchschnitt eines Spielers                    |
| HS    | Höchstserie                                                 |
|       | Bester GD des Turniers                                      |
|       | Bester ED des Turniers                                      |
|       | Beste HS des Turniers                                       |
|       | 1. Platz (Gold)                                             |
|       | 2. Platz (Silber)                                           |
|       | 3. Platz (Bronze)                                           |

| Klassement                 | Klassement                        | Klassement | Klassement | Klassement | Klassement | Klassement | Klassement |
| Platz                      | Name                              | MP         | Pkte.      | Aufn.      | GD         | BED        | HS         |
| -------------------------- | --------------------------------- | ---------- | ---------- | ---------- | ---------- | ---------- | ---------- |
| 1                          | Siegfried Spielmann (Düsseldorf)  | 11:3       | 2628       | 61         | 43,08      | 100,00     | 393        |
| 2                          | Peter Sporer (München)            | 10:4       | 2733       | 59         | 46,32      | 100,00     | 249        |
| 3                          | Matthias Metzemacher (Düsseldorf) | 9:5        | 2449       | 85         | 28,81      | 44,44      | 257        |
| 4                          | Dieter Müller (Berlin)            | 8:6        | 2380       | 42         | 56,66      | 133,33     | 347        |
| 5                          | Klaus Hose (Bochum)               | 8:6        | 2318       | 58         | 39,96      | 66,66      | 283        |
| 6                          | Günter Siebert (Duisburg)         | 5:9        | 1844       | 87         | 21,19      | 40,00      | 157        |
| 7                          | Walter Mülhan (Dortmund)          | 2:12       | 1834       | 80         | 22,92      | 28,57      | 125        |
| 8                          | Paul Kimmeskamp (Essen)           | 1:13       | 1803       | 78         | 23,11      | 18,18      | 206        |
| Turnierdurchschnitt: 32,70 |                                   |            |            |            |            |            |            |